# John Moore (director)
John Moore (Dundalk, 1 de gener de 1970) és un director de cinema,  productor i escriptor irlandès. De la seva filmografia en destaca Behind Enemy Lines.

## Biografia
Moore va néixer en Dundalk, Irlanda i va assistir a l'Institut de Tecnologia de Dublín, on va obtenir una llicenciatura en arts mediàtiques. Al final de la seva carrera, Moore realment creia que no treballaria al cinema, però després d'uns anys, ràpidament va canviar. Després de graduar-se, va escriure i va dirigir una sèrie de curtmetratges a Irlanda. Alguns d'aquests curts han aparegut en cadenes de televisió irlandeses al llarg dels anys, i mentrestant Moore va fundar una productora amb seu a Irlanda anomenada Clingfilms. Després, va passar a dirigir diversos comercials, incloent l'anunci del llançament de Dreamcast, que la 20th Century Fox va trobar molt impressionant. Li van donar un pressupost de 17 milions de dòlars per Behind Enemy Lines.
Fins avui, Moore ha fet cinc pel·lícules per la 20th Century Fox: Behind Enemy Lines (2001), El vol del Fènix (2004) La profecia (2006), Max Payne (2008) i A Good Day to Die Hard (2013). Malgrat rebre ressenyes mixtes, tant a Behind Enemy Lines com a La profecia els va anar bé en taquilla. No obstant això, El vol del Fènix va rebre majoritàriament ressenyes negatives i va recaptar poc menys de 35 milions de dòlars arreu del món, molt menys que el pressupost de la pel·lícula. Max Payne també va rebre en la seva majoria crítiques negatives, però es va convertir en un èxit en taquilla, recaptant 85 milions de dòlars sobre un pressupost de 35 milions. A Good Day to Die Hard va rebre principalment ressenyes negatives, però va recaptar 304 milions de dòlars sobre un pressupost de 92 milions, sent la seva pel·lícula amb més alta recaptació.
Al setembre de 2008, Moore va estar involucrat en una disputa amb la MPAA sobre la certificació de la seva pel·lícula Max Payne. La MPAA inicialment li va donar a la pel·lícula una classificació R, contra el que Moore va argumentar brutalment. La classificació va ser canviada a PG-13 un mes després, just abans de la distribució en cinemes.
A finals de 2010, Moore va ser anunciat com el director de l'última pel·lícula de la sèrie de pel·lícules Die Hard, A Good Day to Die Hard. La pel·lícula es va estrenar mundialment el 14 de febrer de 2013.

## Vida personal
L'esposa de Moore és Fiona Connon, una maquilladora a qui va conèixer a través d'un amic de la indústria a principis de la seva carrera a Irlanda. Tenen un fill, Buzz.
El germà de Moore, Éamonn, és un important metge en la salut pública i novel·lista en el Regne Unit. Ha escrit un llibre titulat The Maiwand Lion.
Durant la producció de Behind Enemy Lines, Moore gairebé va ser atropellat per un tanc que s'obria pas a través d'una paret. Un doble hauria aconseguit treure'l del camí de manera segura.

## Avaluació crítica
A pesar que les seves pel·lícules van rebre ressenyes negatives dels crítics, en la major part, les pel·lícules de Moore han demostrat ser més populars amb l'audiència que amb els crítics. Per contrast, el crític Armond White ha descrit a Moore com «un estilista com Sam Peckinpah i neo-Eisenstein, i el seu material de classe B (Behind Enemy Lines, El vol del Fènix, La profecia) li ha impedit rebre el reconeixement que es mereix.» En la seva ressenya de Max Payne, White va dir que Moore «explora l'ansietat contemporània i genuïna» i que «les seves imatges són més riques que les seves trames.»

## Filmografia
Com a director:
- Jack's Bicycle (1990)
- He Shoots, He Scores (1995)
- Behind Enemy Lines (2001)
- Yeager (2003)
- El vol del Fènix (Flight of the Phoenix) (2004)
- The Omen (2006)
- The Last Mission (2006)
- Max Payne (2008)
- I.T. (2016)